# Pierre Claver
Pour les articles homonymes, voir saint Pierre et Claver.
Pierre Claver en fait Pere Claver i Sobocano  né le 26 juin 1580 à Verdú (comarque de Urgell) alors en Couronne d'Aragon dans la Monarchie hispanique et mort le 8 septembre 1654 à Carthagène des Indes en Nouvelle-Grenade (actuelle Colombie), est un prêtre de la Compagnie de Jésus d'origine catalane reconnu saint par l'Église catholique. Missionnaire en Amérique du Sud, il s'implique particulièrement auprès des esclaves africains.
Canonisé en 1888, il est liturgiquement commémoré le 9 septembre. En 1985, le Congrès de la république de Colombie  déclare que cette journée sera en Colombie, la Journée nationale des droits humains en son honneur .

## Biographie
Pierre Claver (Pere Claver i Sobocano) naît en 1580 à Verdú de Pere Claver i Minguella et d'Anna Sobocano. Cette dernière meurt alors qu'il a treize ans ; deux ans plus tard il reçoit la tonsure ecclésiastique. Avec le soutien d'un oncle chanoine, il part pour Barcelone. Après 1596, il étudie les Lettres et les Arts à l'Estudi General de Barcelone, il étudie également au Collège de philosophie de la ville, où il fait la connaissance des Jésuites. Pierre Claver entre au noviciat de la Compagnie de Jésus à Tarragone le 7 août 1602.
Durant ses études de philosophie à Palma de Majorque (1605-1608) il se lie d'amitié avec Alphonse Rodriguez, un frère jésuite portier du collège qui lui parle fréquemment des nouvelles missions en Amérique (canonisé en 1888). Ainsi grandit en lui le désir de partir en mission dans le Nouveau Monde.
Au terme de sa traversée de l'Atlantique, il arrive, en 1610, en Nouvelle Grenade (Colombie, Équateur et Venezuela actuels) à Carthagène des Indes, où le 19 mars 1616, il est ordonné prêtre. Le jour de sa profession religieuse définitive (3 avril 1622) il signe la formule de ses vœux de religion : « Petrus Claver, Aethiopium semper servus » (Pierre Claver, esclave des Africains, pour toujours »). 
A Carthagène, où il se trouve désormais, dans l'un des trois ports négriers de la ville, où chaque année arrivaient douze à quatorze navires négriers chargés d'esclaves. Les esclaves amenés d'Afrique (ratissée par les Européens) restaient pendant le voyage dans les cales sombres du navire, qui n'avaient pas été conçues pour héberger des êtres humains. De nombreux missionnaires protestèrent contre cette inhumanité, mais ils eurent à subir des persécutions et furent expulsés 
Les souffrance et la déchéance des Africains sont indescriptibles. Ils sont traités comme des animaux. Depuis 1605, un autre jésuite, le père Alonso de Sandoval défend leur cause. Pierre Claver poursuit son action ; il les nourrit, les soigne, les habille, les console, les catéchise. Il se consacre aussi aux condamnés à mort et à tous les plus misérables. Quarante ans de dévouement marqués par de nombreuses conversions.
En 1650, il tombe malade de la peste mais il survit à l'épidémie, épuisé. Pierre Claver ne réussit plus à travailler et passe les quatre dernières années de son existence, immobilisé à l’infirmerie. Il meurt le 8 septembre 1654, à 74 ans. Il est enterré à Carthagène des Indes.

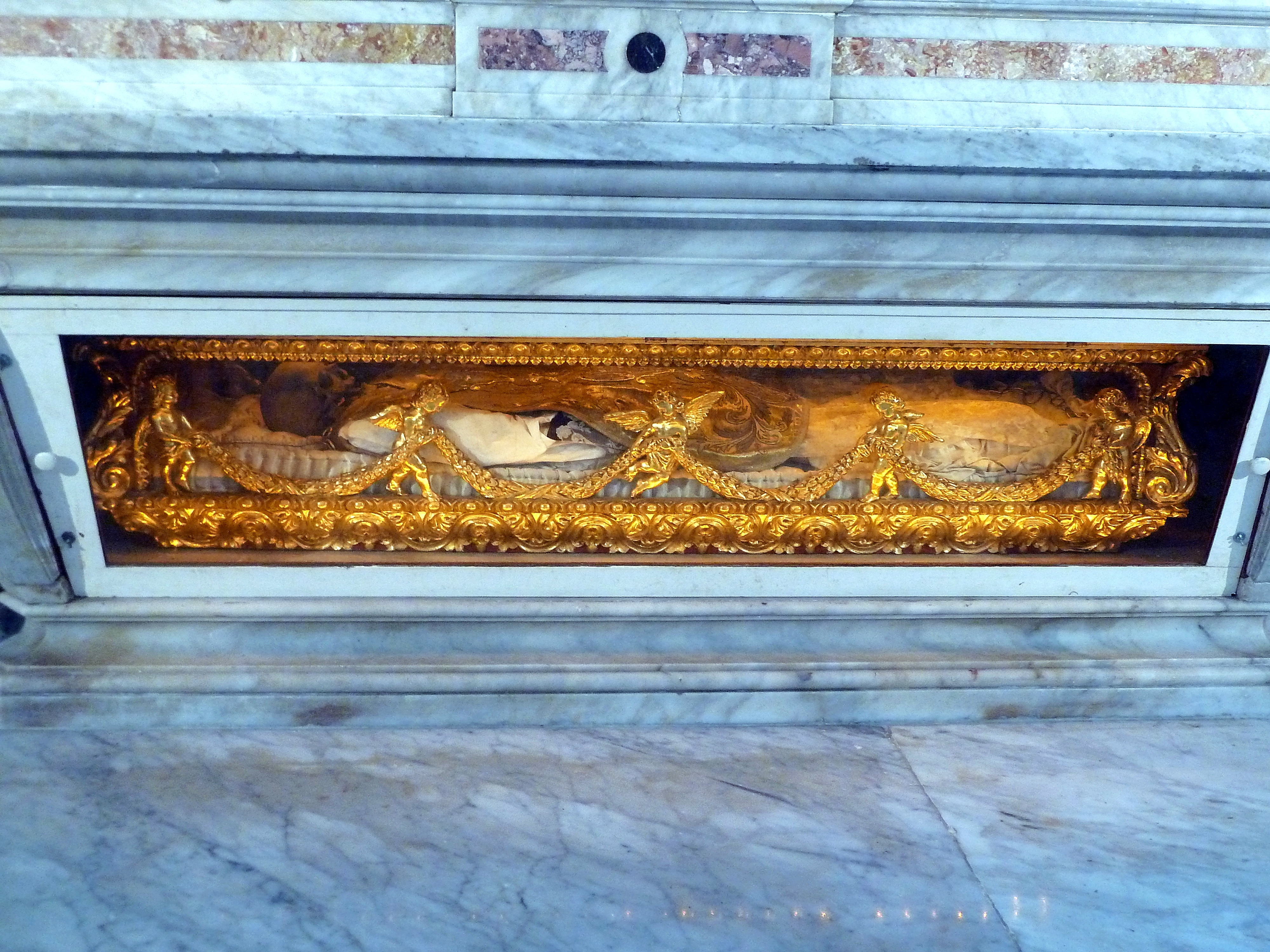
Châsse et reliques de saint Pierre Claver à l'église Saint-Pierre-Claver de Carthagène des Indes.

## Interprètes
Afin d'évangéliser, Claver était dépendant d'interprètes parlant les diverses langues des personnes africaines déportées. Sa compagnie jésuite a donc esclavagisé un ensemble de ces personnes en choisissant les plus multilingues d'entre elles, car en plus de l'espagnol, les interprètes de Claver parlaient entre trois et onze langues. Les noms de certaines de ces personnes, génériquement appelées lenguas par Claver (langues), nous sont parvenus: Calepino, Andrés Sacabuche, Manuel Moreno, Ignacio Soso, Ignacio Angola, José Manzolo, Francisco de Jesús, Diego Folupo, Francisco Yolofo, et María de Mendoza.

## Culte
Béatifié le 16 juillet 1850 par Pie IX, il est canonisé le 15 janvier 1888 par Léon XIII en même temps que deux autres jésuites, saint Jean Berchmans et saint Alphonse Rodriguez (qui fut à l'origine de sa vocation) ainsi que les sept fondateurs de l'Ordre des Servites de Marie.
En 1896, le même Léon XIII qui lui vouait une grande dévotion, le déclare « patron universel des missions auprès des Noirs ». En 1985, il est également déclaré « défenseur des droits de l’homme ».
Pierre Claver est également le saint patron de la Colombie. Son corps repose sous l'autel principal de l'église Saint-Pierre-Claver de la ville où il passa 40 ans au service des plus démunis.
Liturgiquement, il est commémoré le 9 septembre.

## Vénération et souvenir
Plusieurs congrégations religieuses sont sous le patronage de saint Pierre Claver : 
- Les Sœurs missionnaires de saint Pierre Claver fondée en 1894 par Marie-Thérèse Ledóchowska.
- Les Petites sœurs des pauvres de saint Pierre Claver (en espagnol : Hermanitas de los pobres de san Pedro Claver) fondée en 1912 à Barranquilla par la vénérable Marcelina de San José. La congrégation est dédiée aux soins des personnes âgées et des malades.
- Plusieurs communautés de frères en Afrique sous le nom de Frères de saint Pierre Claver.
- Le pape Jean-Paul II, lors de son voyage apostolique en Colombie visite l'église Saint-Pierre-Claver et se recueille devant la châsse qui renferme son corps.
- L'église Saint-Pierre-Claver à Brazzaville, construite en 1963, lui est dédiée.
- École Saint-Pierre Claver à Montréal[7].
- Sa maison natale  à Verdú est transformée en musée[1]

## Citations
- De saint Pierre Claver :

« Dès que je ne fais pas ce que fait l’âne, cela ne me réussit pas. Qu’on dise du mal de lui, qu’on ne lui donne pas à manger, qu’on le charge au point de tomber à terre, quoiqu’on le maltraite, toujours il se tait. Il est endurant, étant âne. C’est ainsi que doit être le serviteur de Dieu : J’étais comme une bête devant toi (Psaume LXXII) ;
- Du pape Léon XIII :

Aucune vie ne lui a davantage « remué l’âme » que celle de saint Pierre Claver, après le Christ.
- Du pape Jean-Paul II :

« Pierre Claver brille d'une clarté spéciale dans le firmament de la charité chrétienne de tous les temps ».

## Sources et références
1. 1 2 3  Pere Claver i Sobocano sur Enciclopèdia.cat
2. ↑  « Desde el año 1985, cada 9 de septiembre, Colombia conmemora el Día Nacional de los Derechos Humanos, fecha en la que falleció el sacerdote jesuita San Pedro Claver (1654), considerado precursor de esta bandera gracias a su entrega por brindar alivio al sufrimiento de los esclavos que llegaban al puerto de Cartagena » le site premiodefensorescolombia.org (consulté le 2 octobre 2024)
3. ↑  Gérard Neveu, Les Jésuites, Histoire et Dictionnaire, Paris, Bouquins éditions, 2022 (ISBN 978-2-38292-305-4), p. 565-566
4. ↑   </ Joseph F. X. Sladky « St. Peter Claver: Slave of the Slaves Forever » 8 septembre 2014 (consulté le 5 octobre 2024)
5. ↑  Saint-Pierre Clavier sur Vatican news
6. ↑  Larissa Brewer-García, Beyond Babel: Translations of Blackness in Colonial Peru and New Granada, Cambridge University Press, 6 août 2020 (ISBN 978-1-108-63241-6, 978-1-108-49300-0 et 978-1-108-73030-3, DOI 10.1017/9781108632416.004, lire en ligne)
7. ↑  « École primaire | Saint-Pierre-Claver | CSSDM », sur École Saint-Pierre-Claver (consulté le 25 septembre 2024)
8. ↑  jesuites.com / Pierre Claver

- Vie des Saints pour tous les jours de l'année - Abbé Jaud - Mame - 1950.